# Prima divisio

Das Wappen der Grafen von Nassau

Prima divisio (lateinisch für erste Teilung) ist der Begriff, den Historiker für den Hausvertrag mit der ersten Teilung der Grafschaft Nassau zwischen den Brüdern Walram II. und Otto I. von Nassau aus dem Jahr 1255 verwenden.

## Geschichte
Im alten Erbrecht galt ein Königreich/Herzogtum/Grafschaft als persönliches Eigentum des Königs/Herzogs/Grafen. Beim Tod des Fürsten wurde sein Eigentum von allen seinen Söhnen geerbt. Dies steht im Gegensatz zum Primogenitur, das später eingeführt wurde und bei dem der älteste Sohn alles erbt. Die Söhne konnten das Erbgut gemeinsam verwalten oder zu gleichen Teilen teilen. Es wird nicht überraschen, dass sowohl die gemeinsame Verwaltung eines Landes als auch die Vereinbarung, ein Land in gleiche Teile zu teilen, häufig zu Konflikten führten. Solche Konflikte führten regelmäßig zu Erbfolgekriegen.
Soweit bekannt ist, haben die ersten Grafen von Laurenburg und Nassau ihr Land immer zusammen regiert, wenn es mehrere Söhne gab. Dies wurde wiederholt, als Graf Heinrich II. von Nassau starb. Seine Söhne Walram und Otto folgten ihm nach und regierten gemeinsam ihre Grafschaft. Die Quellen widersprechen sich darin, ob zwischen Walram und Otto ein Konflikt um die Nachfolge bestand. Was auch immer der Grund gewesen sein mag, sie schlossen schließlich einen Vertrag zur Teilung der Grafschaft.

## Der Teilungsvertrag

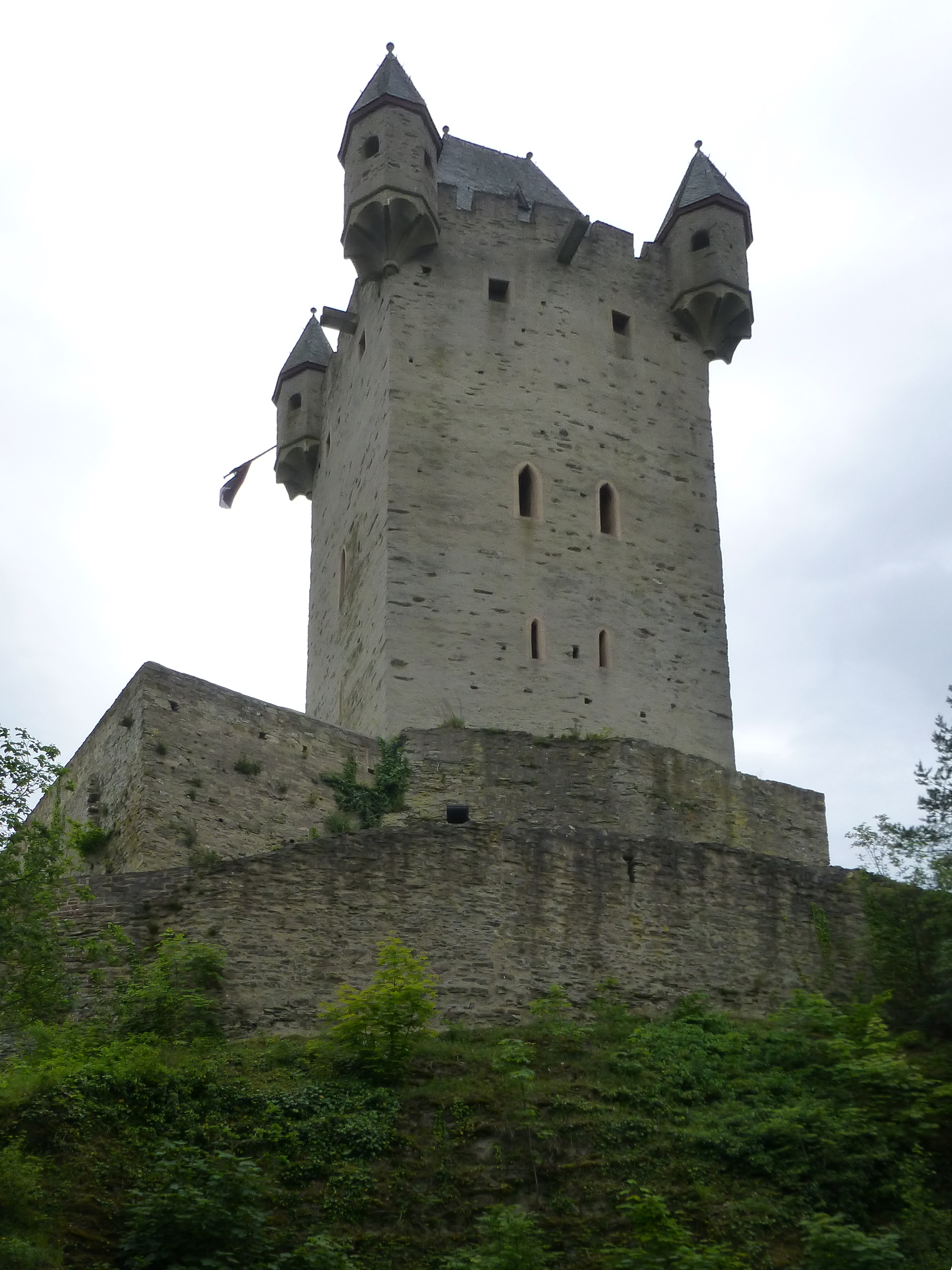
Die Burg Nassau

Der Verteilungsvertrag wurde am 16. Dezember 1255 von den Bevollmächtigten von Walram und Otto in der Burg Nassau geschlossen. Der Grafschaft wurde in zwei Teile geteilt, wobei die Lahn die Grenze bildete.
Die Verteilung war wie folgt:
- Das Gebiet nördlich der Lahn: die Herrschaften Siegen,[2] Dillenburg, Herborn,[3] Tringenstein, Neukirch und Emmerichenhain, ein Teil der Kalenberger Zent (Amt Kalenberg) und die Propsteien Dietkirchen und (Bad) Ems, wurden Otto zugewiesen.
- Das Gebiet südlich der Lahn: die Herrschaften Wiesbaden, Idstein, die Ämter Weilburg (mit dem Wehrholz) und Bleidenstadt wurden Walram zugewiesen.
- Die Burg Nassau und Abhängigkeiten (Dreiherrische),[4] die Ämter Miehlen und Schönau[5] (Kloster Schönau bei Strüth) sowie das Vierherrengericht,[6] die Burg Laurenburg, die Esterau (im gemeinsamen Besitz mit der Grafen von Diez) und die Lehen in Hessen, blieben im gemeinsamen Besitz.

Der Vertrag wurde nicht nur von Walram und Otto unterzeichnet, sondern auch von Graf Emich IV. von Leiningen, B. von Brunsberg und dem Abt von Bleidenstadt.
Später, vielleicht schon bald nach Abschluss dieses Vertrages, zeigte Walram sich mit einzelnen Bestimmungen desselben unzufrieden und focht dieselben an. Ob er hierbei schon unter dem Druck der Geisteskrankheit, an der er gelitten hat, handelte, ist unbekannt. Sicher ist, dass er in einem Anfalle von Geistesstörung das für ihn ausgefertigte Originalexemplar der Teilungsurkunde verbrannt hat.
Das für Otto ausgefertigte Originalexemplar des Teilungsvertrages ist erhalten geblieben. Es befindet sich heute im königliches Hausarchiv in Den Haag. Es wurde vom 25. Mai bis 19. August 2018 in der Burg Vianden ausgestellt. Die aktuellen Oberhäupter der walramischen und der ottonischen Linie, Großherzog Henri von Luxemburg und König Willem-Alexander der Niederlande, und ihre Ehefrauen, sahen sich zur Eröffnung der Ausstellung am 24. Mai 2018 das Original der Prima divisio auf der Burg Vianden an.

## Auswirkungen der Verteilung
Seit der Teilung ist das Haus Nassau in zwei Linien unterteilt: die walramische Linie und die ottonische Linie, benannt nach den beiden Gründern. Später gab es noch andere Teilungen. Sie wurden alle durch das Aussterben von Familienzweigen aufgehoben, aber die ursprüngliche erste Teilung existiert noch heute. Walram wurde der Vorfahr der Großherzöge von Luxemburg und Otto wurde der Vorfahr der Könige der Niederlande.

## Ersetzung des Vertrages
Die Prima divisio wurde 1783 durch den erneuerter Nassauischer Erbverein ersetzt, den Prinz Wilhelm V. von Oranien-Nassau und die Fürsten Karl Christian von Nassau-Weilburg, Karl Wilhelm von Nassau-Usingen und Ludwig von Nassau-Saarbrücken geschlossen hatten. Dieser Vertrag gilt weiterhin für die Thronfolge im Großherzogtum Luxemburg.